# Gary Palmer

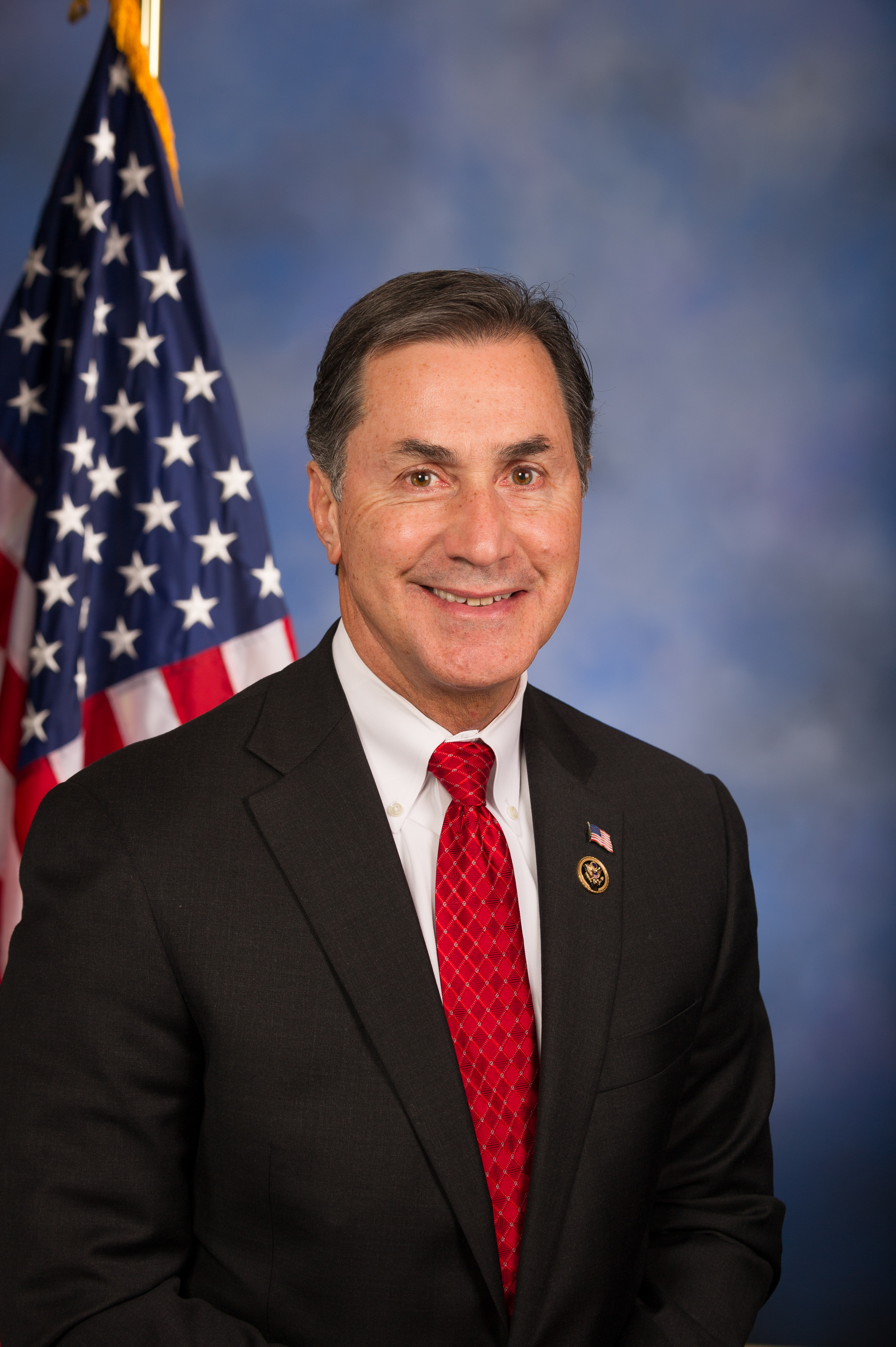
Gary Palmer (2015)

Gary James Palmer (* 14. Mai 1954 in Haleyville, Winston County, Alabama) ist ein US-amerikanischer Politiker der Republikanischen Partei, der seit 2015 den Bundesstaat Alabama im Repräsentantenhaus der Vereinigten Staaten vertritt.

## Leben
Palmer begann nach dem Besuch der High School von Hackleburg 1972 ein grundständiges Studium am Northwest Alabama Junior College in Phil Campbell, das er 1974 mit einem Bachelor of Science (B.S.) abschloss. Ein darauf folgendes postgraduales Studium der Ingenieurwissenschaften an der University of Alabama beendete er 1977 und war danach als Ingenieur tätig.
Bei der Wahl zum US-Repräsentantenhaus am 4. November 2014 wurde Palmer als Kandidat der Republikanischen Partei erstmals zum Mitglied des US-Repräsentantenhauses gewählt und vertritt dort als Nachfolger von Spencer Bachus seit dem 3. Januar 2015 den sechsten Kongresswahlbezirk Alabamas. 2016, 2018, 2020, 2022 und 2024 wurde er jeweils im Amt bestätigt.

## Verhalten um die Anfechtung der Wahl 2020
Er gehörte zu den Mitgliedern des Repräsentantenhauses, die bei der Auszählung der Wahlmännerstimmen bei der Präsidentschaftswahl 2020 für die Anfechtung des Wahlergebnis stimmten. Präsident Trump hatte wiederholt propagiert, dass es umfangreichen Wahlbetrug gegeben hätte, so dass er sich als Sieger der Wahl sah. Für diese Behauptungen wurden keinerlei glaubhafte Beweise eingebracht. Der Supreme Court wies eine entsprechende Klage mit großer Mehrheit ab, wobei sich auch alle drei von Trump nominierten Richter gegen die Klage stellten.